# خلأ عظیم

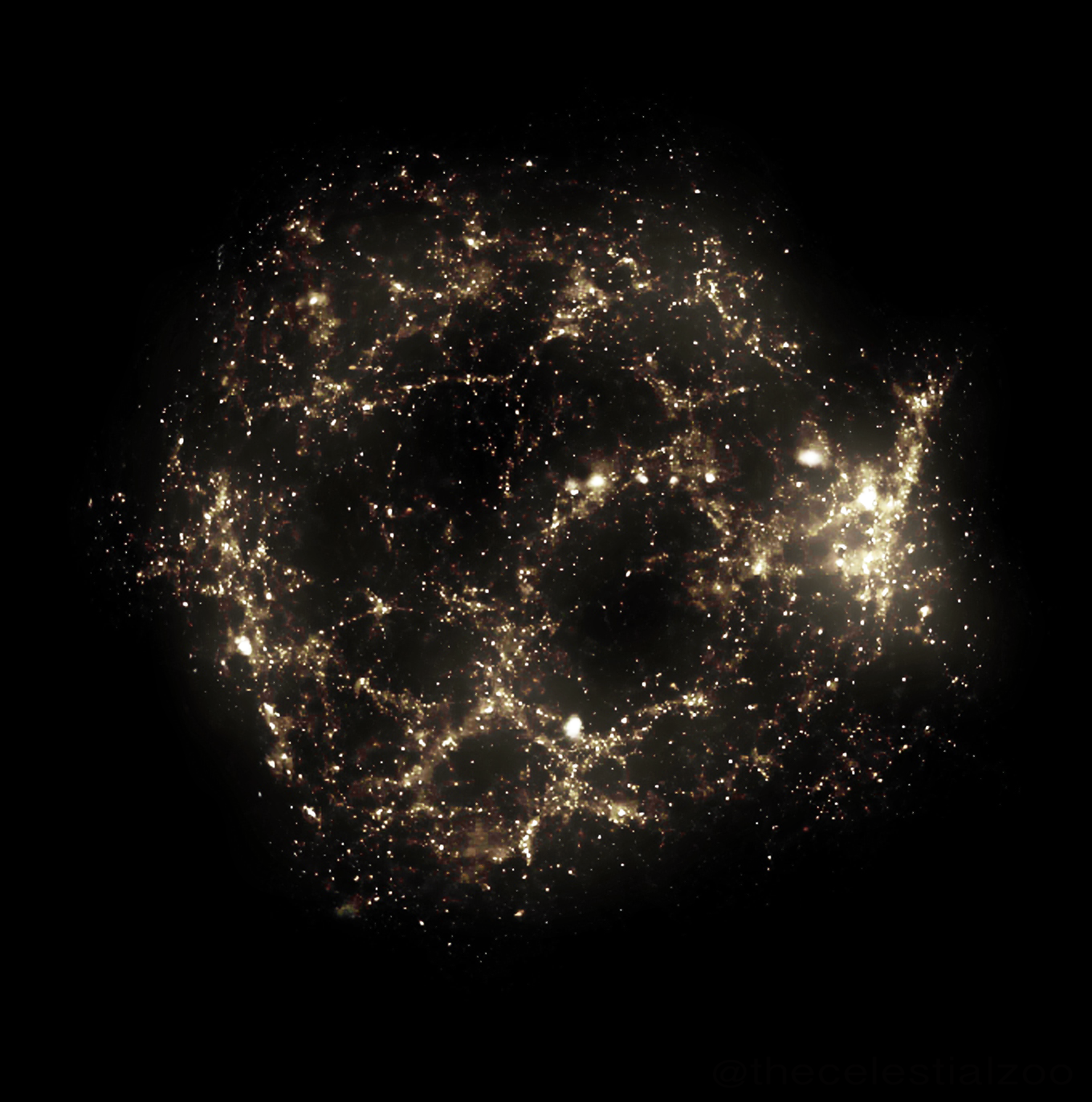
تصور هنرمند از خلاء عظیم و رشته‌کهکشان و دیوارهایی که آن را احاطه کرده‌اند.

خلأ عظیم (انگلیسی: Giant Void) (همچنین به عنوان خلأ عظیم در NGH، اَبَرخلأ تازی‌ها و AR-Lp 36 نیز شناخته می‌شود) منطقه‌ای فوق‌العاده بزرگ از فضا با تراکم کمتر از حد معمول کهکشان‌ها است و در صورت فلکی تازی‌ها قرار دارد. این دومین خلأ کیهانی تأیید شده به‌شمار می‌رود که تا به امروز با قطر تخمینی ۳۰۰ تا ۴۰۰ پارسک (۱ تا ۱٫۳ میلیارد سال نوری) کشف شده‌است. مرکز این خلأ نیز تقریباً ۱٫۵ میلیارد سال نوری فاصله دارد (انتقال به سرخ = 0.116). این خلأ در سال ۱۹۸۸ کشف شدو در نیمکره شمالی کهکشانی، بزرگ‌ترین خلأ به‌شمار می‌رفت. همچنین به احتمال زیاد این دومین خلأ بزرگی است که تابه‌حال کشف شده‌است. حتی «ابرخلأ جوی» که با محل «نقطه سرد تابش زمینه کیهانی» مطابقت دارد، در مقایسه با این خلأ کوچک است، اگرچه خلأ عظیم با هیچ خنک شدن قابل توجهی در تابش زمینه کیهانی مطابقت ندارد.
درون این خلأ وسیع ۱۷ خوشه کهکشانی با تمرکز در یک ناحیه کروی به قطر ۵۰ مگاپارسک وجود دارند. مطالعات انجام شده بر روی حرکات این خوشه‌ها نشان می‌دهد که آنها هیچ برهم‌کنشی با یکدیگر ندارند، این بدان معناست که تراکم خوشه‌ها بسیار پایین است و در نتیجه نیروی گرانش بسیار ضعیف است. موقعیت این خلأ در آسمان نیز نزدیک به خلأ گاوران است.
در مجموعه‌ای از مقالاتی که بین سال‌های ۲۰۰۴ و ۲۰۰۶ منتشر شد، کیهان‌شناس و فیزیکدان نظری، لورا مرسینی-هاتن، نظریه‌ای ارائه داد که براساس آن جهان از یک چندجهانی پدید آمده‌است. او مجموعه‌ای از پیش‌بینی‌های قابل آزمایش از جمله وجود خلأ عظیم را مطرح می‌کند.